# 5172 Yoshiyuki
5172 Yoshiyuki este un asteroid din centura principală de asteroizi.

## Descriere
5172 Yoshiyuki este un asteroid din centura principală de asteroizi. A fost descoperit pe 28 octombrie 1987 la Kushiro de Seiji Ueda și Hiroshi Kaneda. Asteroidul prezintă o orbită caracterizată de o semiaxă mare de 2,31 ua, o excentricitate de 0,17 și o înclinație de 4,8° în raport cu ecliptica.